# فرهنگنامه کودکان و نوجوانان
فرهنگنامهٔ کودکان و نوجوانان فرهنگنامه‌ای دانشنامه‌ای که در سال ۱۳۵۸ خورشیدی به پیشنهاد توران میرهادی با انگیزهٔ رفع کمبود منابع خواندنیِ بومی در زمینهٔ فرهنگ، هنر و تاریخ ایران و ناکارآمدی منابع ترجمه‌شده دربارهٔ فرهنگ بشری برای کودک و نوجوانِ ایرانی راه‌اندازی شد.
شورای کتاب کودک در سال ۱۳۵۸ کار تدوین دانشنامه‌ای را آغاز کرد که مختص سنین ۱۰ تا ۱۶ سال باشد و بتواند سؤالات آن‌ها را دربارهٔ مسائل مختلف جوابگو باشد. این کار سبب به وجود آمدن شرکتی سهامی عام به نام «شرکت تهیه و نشر فرهنگنامه کودکان و نوجوانان» در سال ۱۳۶۶ شد تا تولید و توزیع و انتشار این کتاب را به عهده گیرد.
حدود ۴۰۰ نویسنده، ویراستار و مترجم، با دستیارها و نقاش‌ها و نقشه‌کش‌ها و بسیاری دیگر، به همراهی شورای کتاب کودک و جمعی از ناشران و فعالان کار کتاب و نشر، گرد هم آمدند و کار تولید کتاب آغاز شد. این فرهنگ‌نامه که در پایانِ کار حاوی ۵۰۰۰ مدخل خواهد بود، در ۲۶ جلد طراحی شده و ۲۲ جلد از آن منتشر شده‌است. جلد بیست‌ودوم  این دانشنامه شامل مقاله های گابن تا لینه است.
فرهنگنامهٔ کودکان و نوجوانان نخستین کتاب مرجعی است که به زبان فارسی، همراه با تصویر، برای کودکان و نوجوانان تألیف شده‌است.

## تاریخچه
شورای کتاب کودک از نخستین همایش شورا در سال ۱۳۴۲، تألیف و انتشار فرهنگنامه‌ای برای کودکان و نوجوانان ایرانی را به عنوان یکی از ضرورت‌های اساسی جامعهٔ ما مطرح کرده‌است. به همین سبب، با بهره‌گیری از تجربه‌های گران‌بهای پیشگامان دائرةالمعارف‌نویسی در ایران و با برخورداری از تجربه‌های گروهیِ دانش‌پژوهان و کارشناسان و با تکیه بر کار داوطلبانه و نیز دریافت هدیه‌ای مناسب که سرمایهٔ نخستینِ این گام بلند بود، در پاییز سال ۱۳۵۸ کار تهیه و تدوین فرهنگنامهٔ کودکان و نوجوانان را آغاز کرد.

### هدف
هدف شورا پدیدآوردن فرهنگنامه‌ای برای کودکان و نوجوانان ایرانی بود که منبعی معتبر و موثق برای دستیابی به آگاهی‌های درست و مستند با دیدگاهی علمی، مردمی و با الهام‌گرفتن از تاریخ و فرهنگ ایران و منطقه باشد.

### گام نخست
شورای کتاب کودک مطالعات اولیه برای آغاز این حرکت را به توران میرهادی، منصوره راعی، مه‌جبین مهاجر، الهه سیداحمدیان و سیروس طاهباز سپرد. فرهنگنامه در آغاز کار خویش با مشاوره متخصصان موضوعی و کارشناسان آموزش و پرورش مدخل گزینی را آغاز کرد. این افراد عبارت بودند از: مهری آهی، جلال‌الدین امام جمعه، حسن انوری، موسی ایرانشهر، حشمت الله بدیعی، محمدنقی براهنی، علی بلوکباشی، مهرداد بهار، هوشنگ پورکریم، محمدکریم پیرنیا، آذر جزایری، عارف جلالی، ابوالقاسم جمشیدی، عبدالله خدایاری، بهاءالدین خرمشاهی، محمدرضا راشد محصل، منصوره راعی، محمد حسین روحانی، غزاله رئیسی، بهمن سقط چیان، علی سلطانی گردفرامرزی، الهه سیداحمدیان، رضا سیدحسینی، جعفر سیروس ضیاء، علی‌اکبر سیف، هوشنگ شریف‌زاده، هادی شفائیه، سیاوش شهشهانی، علی اشرف صادقی، میترا صحی‌زاده، سیروس طاهباز، پوراندخت طاهرپور، ساسان عشقی، نسریندخت عماد خراسانی، کامران فانی، محمدعلی فرجاد، فریدون فروتن، حبیب‌الله قاسم‌زاده، فرانک کسایی، عباس گرمان، پروین لیاقت روش، عباس ماهیار، نصرت‌الله مجتبایی، نورالله مرادی، بتول مرتاضی، رضا منصوری، مه‌جبین مهاجر، زهره میرحیدر، کیومرث ناصری، پوراندخت نوذری، محمد هدایی و مرتضی هنری.

### گام دوم
در سال ۱۳۶۰ اولین مقاله‌های آزمایشی و کتاب راهنمای نویسنده و ویراستار به کمک اولین ویراستاران فرهنگنامه نوشته شد. این گروه عبارت بودند از: توران میرهادی، ایرج جهانشاهی، هوشنگ شریف‌زاده، محمود محمودی و اسماعیل سعادت.

### نخستین سازمان اجرایی
سازمان اجرایی فرهنگنامه در سال ۱۳۶۲ شکل گرفت. توران میرهادی دبیر اجرایی و نوش‌آفرین انصاری، علی بلوکباشی، علی پازوکی، ایرج جهانشاهی، عباس حری، مهربانو عنقایی و محمد هدایی، اولین اعضای گروه اجرایی فرهنگنامه کودکان و نوجوانان بودند.

### مشاوران
گروهی از پژوهشگران و کارشناسان نیز در تهیه و پیگیری اجرای طرح فرهنگنامه مورد مشاوره قرار گرفتند، این گروه عبارت بودند از: عبدالحسین آذرنگ، نادر افشار، کریم امامی، احمد بیرشک، علی پازوکی، عباس حری، بهاءالدین خرمشاهی، عبدالحسین زرین‌کوب، محمدرضا شفیعی‌کدکنی، سید جعفر شهیدی، ثریا قزل‌ایاغ، مهدی محقق، عباس یمینی شریف و غلامحسین یوسفی.

### نخستین شواری اجرایی و دبیر اجرایی
در سال ۱۳۶۸، طبق مصوبهٔ هیئت‌مدیرهٔ شورای کتاب کودک، فرهنگنامه دارای سازمانی مستقل شد که زیرنظر دبیر اجرایی و شورای اجرایی و شورای ویراستاران، کار تألیف فرهنگنامه را پیش برد. اعضای اولین شورای اجراییِ فرهنگنامه توران میرهادی (دبیر اجرایی)، نوش‌آفرین انصاری، مهربانو عنقایی، نوشین موسوی، عباس حری، علی بلوکباشی، و علی پازوکی بودند. شورای ویراستاران نیز ایرج جهانشاهی، هوشنگ شریف‌زاده، محمود محمودی، توران میرهادی، علی پازوکی، ایران گرگین و اسفندیار معتمدی بودند.

### نخستین جلد فرهنگنامه
در سال ۱۳۷۱ نخستین جلد فرهنگنامه منتشر شد و از آن زمان روند تدوین فرهنگنامه همچنان ادامه دارد. اکنون نویسندگان، ویراستاران، مشاوران و همکاران بسیاری در پدید آمدن این کتاب مرجع سهیم هستند. افراد و گروه‌های یاری دهنده و سازمانها و انجمن‌های بسیاری نیز امکان ادامه فعالیت را فراهم می‌سازند. فرهنگنامه برای توانمندسازی داوطلبان همکاری با فرهنگنامه، اقدام به کارگاه‌های نویسندگی کرده‌است. در کنار این کارگاه‌ها، طی سه سال گذشته جلساتی تحت عنوان هم‌اندیشی به‌طور منظم در اولین سه شنبه هر ماه برگزار کرده‌است. این نشست‌ها به منظور تبادل تجربیات و هماهنگی‌های لازم میان متخصصان موضوعی، نویسندگان و ویراستاران فرهنگنامه انجام می‌شود. همکاران فرهنگنامه در انعکاس فعالیت‌های فرهنگنامه در مطبوعات و شناساندن آن به جامعه همواره فعال بوده‌اند.

## ویژگی‌های فرهنگنامه
سنین مخاطب کتاب، نوجوان در نظرگرفته شده و علاوه بر گروهی که دربارهٔ درستی اطلاعات و متناسب بودن تصاویر نظارت می‌کنند، گروهی نیز در نظر گرفته شده تا مطالب کتاب برای سنین نوجوان نوشته شود و برای این گروه مخاطب، قابل فهم باشد.
هر مطلب با توضیح مختصر و مفید و جامعی در چند خط شروع می‌شود که به نوعی تعریف مختصر و کاملی ست از تمامی توضیحات برای سنین پائین که هم با مطلب مورد نظر آشنا شوند و هم به سرعت به جواب برسند. در ادامه موضوع بسط و گسترش می‌یابد، که توضیحات تقریباً تخصصی را نیز شامل می‌شود.
تصاویر کتاب بسیار متنوع است. توضیحات کتاب جامع و در عین حال مختصر است. مثلاً وقتی دربارهٔ کشوری توضیح می‌دهد، نه تنها شکل پرچم، مساحت، جمعیت و موقعیت جغرافیایی آن را، که اطلاعاتی ست اولیه ارائه می‌دهد، بلکه تاریخ مختصری از کشور، اقتصاد، منابع طبیعی، آب و هوا، فرهنگ، مشاهیر، آئین رسمی و آداب و رسوم آن کشور را نیز توضیح می‌دهد.
و به‌طور جامع:
- به پرسشهای گوناگون، پاسخ‌های مناسب و دقیق علمی می‌دهد.
- با نگرش علمی و با الهام از تاریخ و فرهنگ مردم ایران تدوین شده‌است.
- مقالات بسیاری در زمینه‌های گوناگون دارد.
- مقالات فرهنگنامه، متناسب با دانش پایه و زبان و بیان گروه سنی ۱۰ تا ۱۶ سال تدوین شده‌است.
- در فعالیت‌های پژوهشی یاور دانش آموزان است.
- فرهنگنامه با بیش از پنج هزار عنوان مقاله (مدخل) در ۲۶ جلد تدوین خواهد شد.[۲]

## جایزه‌ها
فرهنگنامه کودکان و نوجوانان در سال ۱۳۷۷ کتاب سال جمهوری اسلامی ایران شناخته شد، و در سال ۱۳۷۹ جایزه ترویج علم ایران را دریافت نمود. همچنین جایزه بهترین مقاله‌های دینی در دایره المعارفها را در سال ۱۳۸۳ دریافت کرده‌است. در سالِ ۱۳۸۵ نیز کتاب برگزیدهٔ شورای کتاب کودک شد.